# Tupsukari (ö i Birkaland)
Tupsukari är en ö i Finland. Den ligger i sjön Houhajärvi och i kommunen Sastamala i den ekonomiska regionen  Sydvästra Birkaland och landskapet Birkaland, i den sydvästra delen av landet, 160 km nordväst om huvudstaden Helsingfors. Öns area är omkring 260 kvadratmeter och dess största längd är 30 meter i öst-västlig riktning.